# بیمارستان سینا (کوت عبدالله)
بیمارستان سینا واقع در شهر کوت عبدالله شهرستان کارون بیمارستانی است درمانی  وابسته به دانشگاه علوم پزشکی جندی شاپور اهواز با ۲۷۱ تخت ثابت که در سال ۱۳۴۳ شمسی به پیشنهاد و همت والای حاج اسماعیل مدنیان و تامین مالی توسط جمعی از خیرین و معتمدین شهر اهواز تأسیس گردید ؛ و دارای بخش‌های اورژانس، ارولوژی، CCU، قلب، اطفال، جراحی زنان و زایمان، داخلی، جراحی عمومی، روانپزشکی، عفونی، ارولوژی، ارتوپدی، نورولوژی، ICU داخلی، نوزادان، گوش وحلق و بینی، NICU، ICU جراحی، اتاق عمل، دیالیز، لیبر، زایمان و کلیه بخش‌های پاراکلینیک و درمانگاهی می‌باشد.
در شهریورماه ۱۳۹۰ این بیمارستان با قرار گرفتن زیر نظر واحد بین‌الملل اروند وابسته به دانشگاه علوم پزشکی جندی شاپور اهواز بخش‌های دندانپزشکی، پزشکی و داروسازی به آن اضافه گردید و بعنوان بیمارستان آموزشی واحد اروند آغاز به کار نمود.